# ダイアデム (冠)

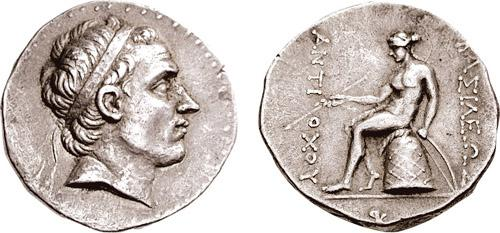
マケドニア王国後のセレウコス帝国アンティオコス3世のコイン。ダイアデムを帯びている

ダイアデム（英語: diadem）は、頭に身に着ける冠の一種で、特に君主が身に着ける装飾されたヘッドバンドをいう。ギリシャ語では、ディアデーマ （διάδημα、diádēma）という。
元は、王の頭に身に着け権威を示す房飾りが付いて結ぶようになっていたシルク製のリボンで、肩にまでかかる物もあった。このようなリボンは、古代の重要なスポーツゲームで勝利した選手を表彰する際にも用いられた（月桂冠、オリーブ冠）。後に頭に身に着ける金属製の輪や、髪紐もダイアデムと呼ばれるようになった。

## 語源
「巻きつける」、「締め付ける」を意味するギリシャ語 διαδέω, diadéōから、「帯」「髪紐」を意味するδιάδημα （diádēma）となった。

## 使用された例
最も初期の例のいくつかは古代エジプトで見つかっており、単純な織物タイプからより複雑な金属タイプまで様々な物がエーゲ海周辺で見つかっている。古代ケルトでは、半楕円形の金のプレートで作られた古アイルランド語で mind と呼ばれるダイアデムが使用された。
古代ギリシャの神のようにリースを頭にかぶることもあった。また、ギリシャの最高神の妻である女王ヘーラーが身に着けるのもダイアデムである。ダイアデムはまた、女性が額を覆うように着用し、ハーフクラウンの形をした宝石が付いた装飾品も指し、これはティアラとも呼ばれる。

## ギャラリー

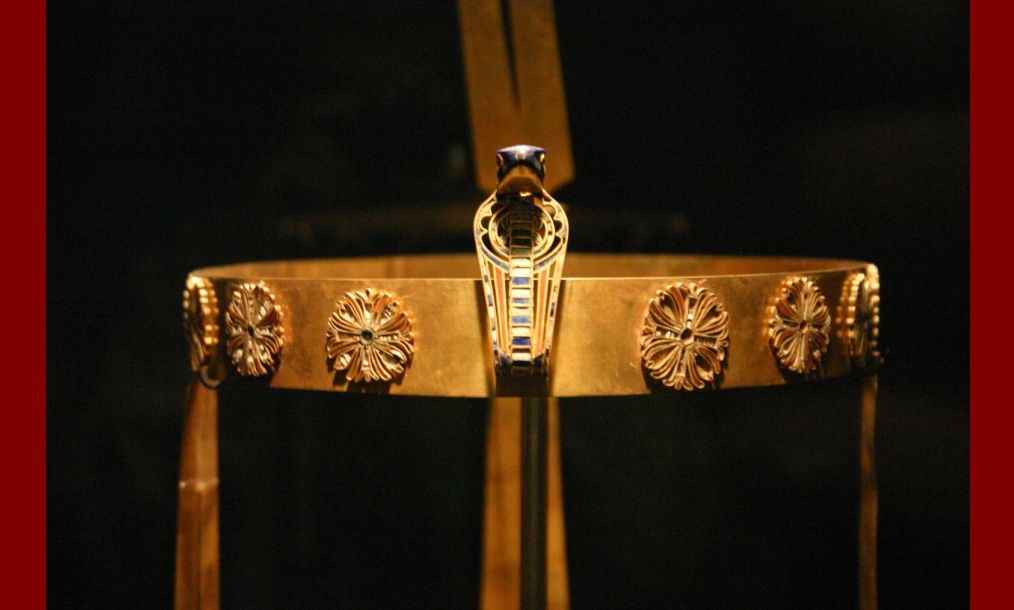
紀元前19世紀エジプト第12王朝プリンセスSithathoriunet（英語版）のダイアデム
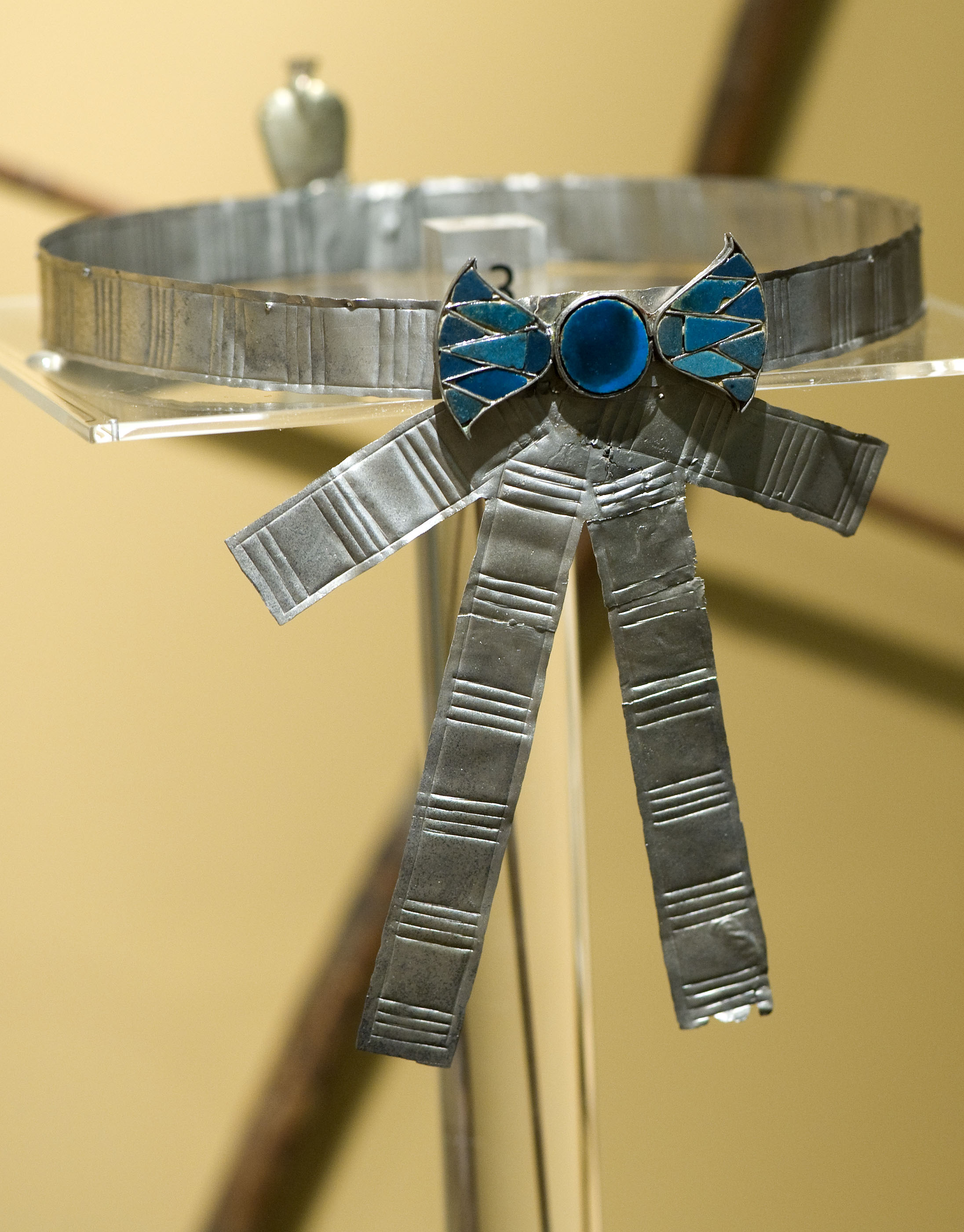
エジプト第17王朝  (国立古代博物館 (オランダ))
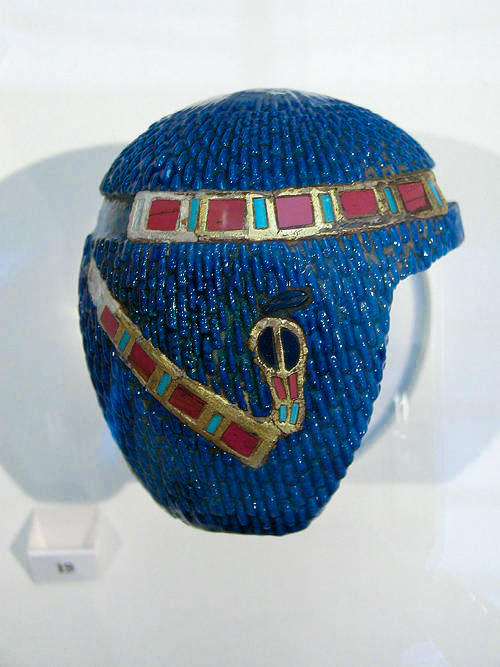
エジプト第19王朝のカツラとダイアデム (大英博物館)
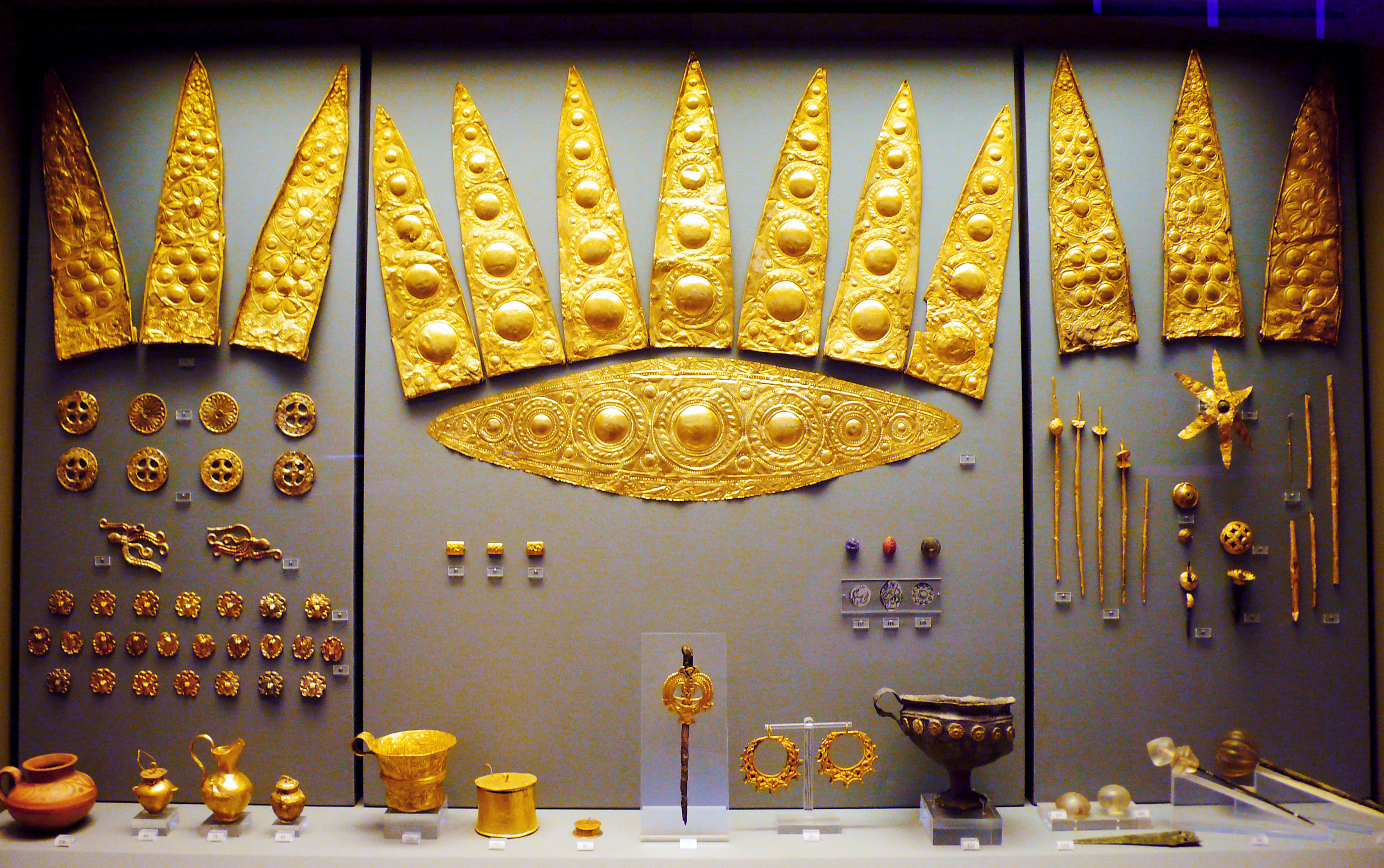
ギリシャ、ミケーネで見つかったもの(紀元前16世紀)
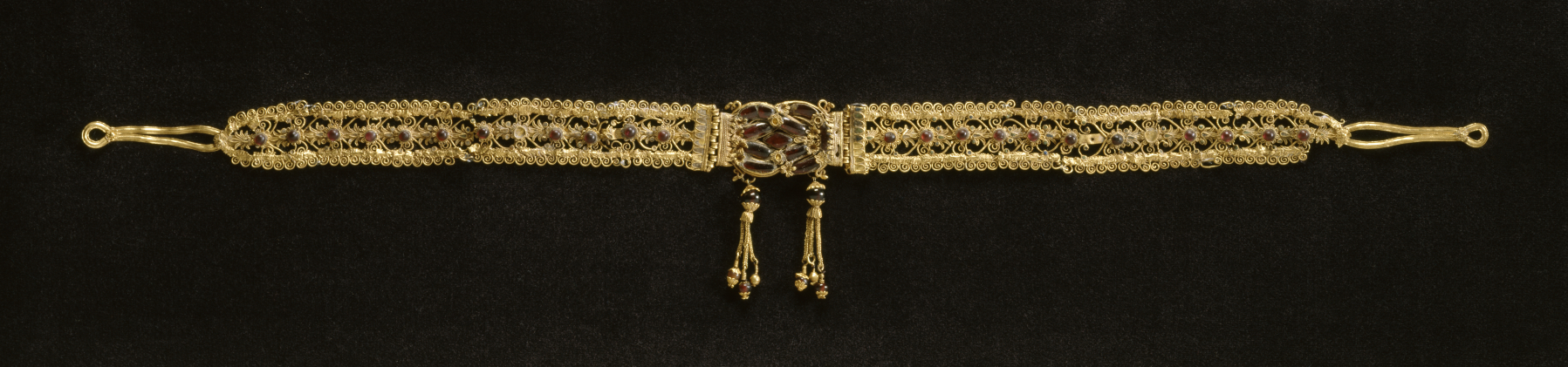
ヘレニズムのダイアデムでは子孫繁栄と厄払いの力を持つヘラクレス結びという結び目が主流である。 ウォルターズ美術館,紀元前2-3世紀の物.
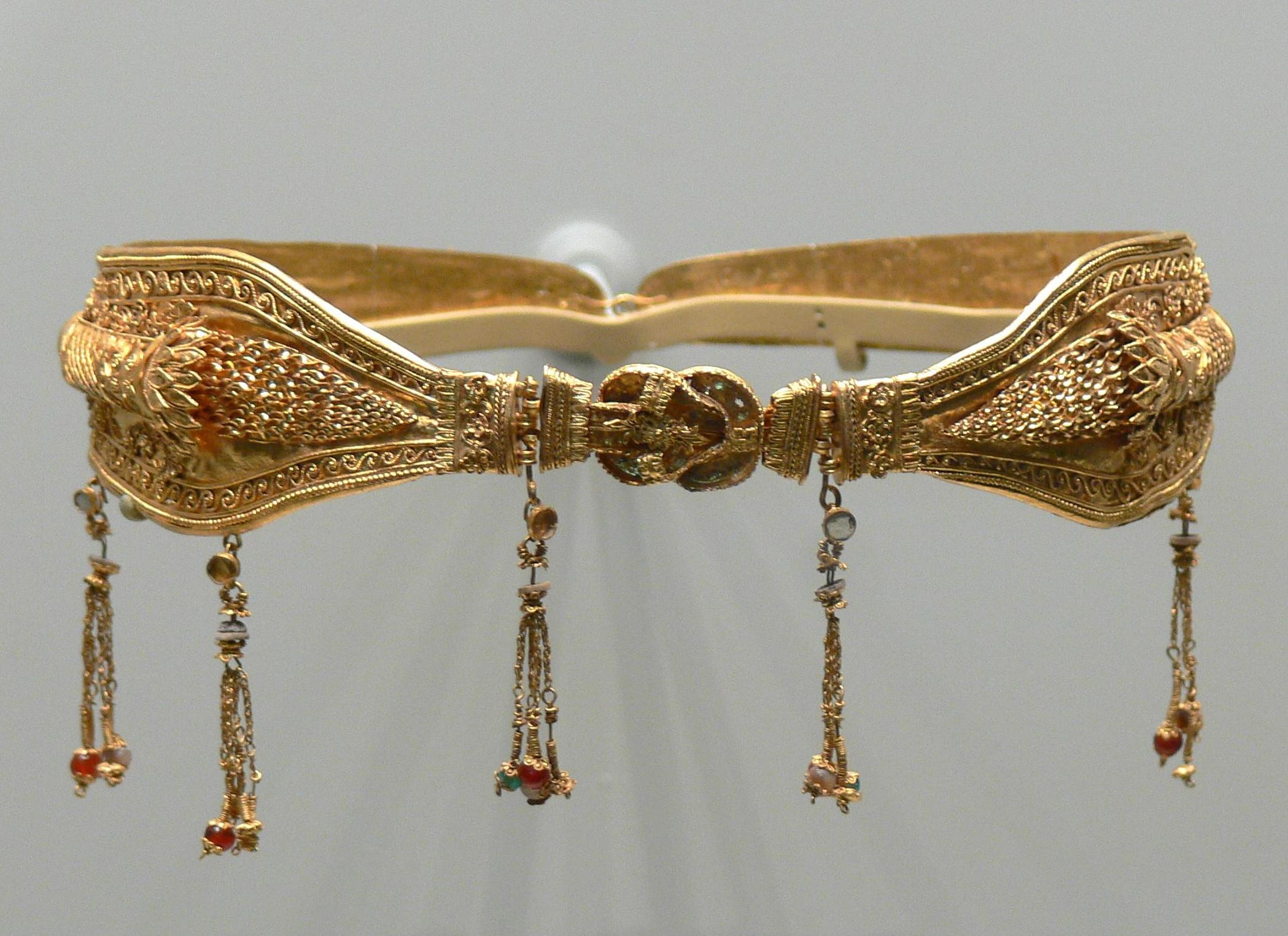
金製のダイアデムでヘラクレス結びの意匠が見られるプトレマイオス朝(220–100 BC)の女性貴族が所有した物
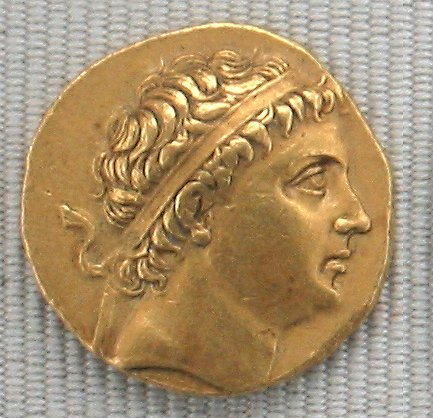
ダイアデムを帯びたグレコ・バクトリア王国の王ディオドトス1世のコイン